# Eredivisie (mannenhandbal) 2004/05
De Lucardi Eredivisie is de hoogste afdeling van het Nederlandse handbal bij de heren op landelijk niveau. In het seizoen 2004/2005 werd KRAS/Volendam landskampioen. AHC Kolping degradeerde naar de Eerste divisie.

## Opzet
Eerst speelden de twaalf ploegen een reguliere competitie, de nummers een tot en met zes van deze reguliere competitie speelden in de kampioenspoule, waarvan de beste twee zich kwalificeren voor de Best of Five-serie. De winnaar van deze serie is de landskampioen van Nederland. De nummers zeven tot en met twaalf speelden in de degradatiepoule. De laagst geklasseerde ploeg in de degradatiepoule degradeerde rechtstreeks naar de eerste divisie. De een na laatste speelde een wedstrijd tegen de winnaar van het periodekampioenschap van de eerste divisie, om één plaats in de eredivisie.

## Teams
| Club                  | Plaats     | Provincie     | Trainer(s)                                            | Hal               |
| --------------------- | ---------- | ------------- | ----------------------------------------------------- | ----------------- |
| FIQAS/Aalsmeer        | Aalsmeer   | Noord-Holland | Alex Vaassen                                          | De Bloemhof       |
| BouwCoach/Bevo HC     | Panningen  | Limburg       | Henk Rutten Eddy Thomassen ontslagen in december 2004 | BouwCoach hallen  |
| Direkt Mail/BFC       | Beek       | Limburg       | Lou Reubsaet                                          | De Haamen         |
| Rabobank/E&O          | Emmen      | Drenthe       | Harry Weerman Joop Fiege ontslagen in februari 2005   | Harwig Arena      |
| Hellas                | Den Haag   | Zuid-Holland  | Nico Stet                                             | Hellashal         |
| AHC Kolping           | Alkmaar    | Noord-Holland | Dino Skornja                                          | Alkmaar Noord     |
| Van der Voort/Quintus | Kwintsheul | Zuid-Holland  | Patrick van Olphen                                    | Van der Voorthal  |
| Zuidlease/Sittardia   | Sittard    | Limburg       | Jörg Bohrmann                                         | Stadssporthal     |
| Axias/Tachos          | Waalwijk   | Noord-Brabant | Piotr Konitz                                          | Taxandriahal      |
| UDSV                  | Utrecht    | Utrecht       | Arthur Langedijk                                      | Europahal Vleuten |
| Muermans Groep/V&L    | Geleen     | Limburg       | Goran Vukcevic                                        | Glanerbrook       |
| KRAS/Volendam         | Volendam   | Noord-Holland | Peter Portengen                                       | De Seinpaal       |

## Reguliere competitie
| Pos | Club                  | Wed | W  | G | V  | Ptn | DV  | DT  | +/−  | Opmerking                           |
| --- | --------------------- | --- | -- | - | -- | --- | --- | --- | ---- | ----------------------------------- |
| 1   | KRAS/Volendam         | 22  | 22 | 0 | 0  | 44  | 672 | 542 | +130 | Gekwalificeerd voor kampioenspoule  |
| 2   | Axias/Tachos          | 22  | 15 | 3 | 4  | 33  | 615 | 557 | +58  | Gekwalificeerd voor kampioenspoule  |
| 3   | FIQAS/Aalsmeer        | 22  | 14 | 2 | 6  | 30  | 613 | 530 | +83  | Gekwalificeerd voor kampioenspoule  |
| 4   | BouwCoach/Bevo HC     | 22  | 13 | 2 | 7  | 28  | 629 | 554 | +75  | Gekwalificeerd voor kampioenspoule  |
| 5   | Rabobank/E&O          | 22  | 13 | 1 | 8  | 27  | 620 | 497 | +123 | Gekwalificeerd voor kampioenspoule  |
| 6   | Muermans Groep/V&L    | 22  | 12 | 1 | 9  | 25  | 565 | 549 | +16  | Gekwalificeerd voor kampioenspoule  |
| 7   | Van der Voort/Quintus | 22  | 9  | 3 | 10 | 21  | 592 | 606 | −14  | Gekwalificeerd voor degradatiepoule |
| 8   | Hellas                | 22  | 9  | 1 | 12 | 19  | 637 | 644 | −7   | Gekwalificeerd voor degradatiepoule |
| 9   | Direkt Mail/BFC       | 22  | 8  | 2 | 12 | 18  | 561 | 551 | +10  | Gekwalificeerd voor degradatiepoule |
| 10  | Zuidlease/Sittardia   | 22  | 5  | 0 | 17 | 10  | 575 | 618 | −43  | Gekwalificeerd voor degradatiepoule |
| 11  | UDSV                  | 22  | 4  | 1 | 17 | 9   | 486 | 665 | −179 | Gekwalificeerd voor degradatiepoule |
| 12  | AHC Kolping           | 22  | 0  | 0 | 0  | 0   | 462 | 714 | −252 | Gekwalificeerd voor degradatiepoule |

## Nacompetitie

### Degradatie poule
| Pos | Club                  | Wed | W | G | V  | Ptn | DV  | DT  | +/−  | BP | Opmerking                                                     |
| --- | --------------------- | --- | - | - | -- | --- | --- | --- | ---- | -- | ------------------------------------------------------------- |
| 1   | Direkt Mail/BFC       | 10  | 7 | 2 | 1  | 20  | 293 | 224 | +69  | 4  |                                                               |
| 2   | Hellas                | 10  | 7 | 1 | 2  | 20  | 316 | 248 | +68  | 5  |                                                               |
| 3   | Van der Voort/Quintus | 10  | 6 | 0 | 4  | 18  | 298 | 264 | +34  | 6  |                                                               |
| 4   | Zuidlease/Sittardia   | 10  | 5 | 2 | 3  | 15  | 283 | 263 | +20  | 3  |                                                               |
| 5   | UDSV                  | 10  | 2 | 1 | 7  | 7   | 243 | 323 | −80  | 2  | Best of two tegen winnaar periodekampioenschap eerste divisie |
| 6   | AHC Kolping           | 10  | 0 | 0 | 10 | 1   | 229 | 340 | −111 | 1  | Directe degradatie naar eerste divisie                        |

### Kampioenspoule
| Pos | Club               | Wed | W | G | V | Ptn | DV  | DT  | +/− | BP | Opmerking                        |
| --- | ------------------ | --- | - | - | - | --- | --- | --- | --- | -- | -------------------------------- |
| 1   | KRAS/Volendam      | 10  | 7 | 2 | 1 | 22  | 292 | 258 | +34 | 6  | Gekwalificeerd voor Best of Five |
| 2   | Axias/Tachos       | 10  | 6 | 0 | 4 | 17  | 261 | 260 | +1  | 5  | Gekwalificeerd voor Best of Five |
| 3   | BouwCoach/Bevo HC  | 10  | 6 | 0 | 4 | 15  | 275 | 232 | +43 | 3  |                                  |
| 4   | Rabobank/E&O       | 10  | 4 | 2 | 4 | 12  | 237 | 242 | −3  | 2  |                                  |
| 5   | FIQAS/Aalsmeer     | 10  | 3 | 1 | 6 | 11  | 219 | 255 | −36 | 4  |                                  |
| 6   | Muermans Groep/V&L | 10  | 1 | 1 | 8 | 4   | 214 | 251 | −37 | 1  |                                  |

## Best of Five
| 20 mei 2005 | Axias/Tachos | 31 - 34 | KRAS/Volendam | Taxandriahal, Waalwijk |
| 20 mei 2005 |              |         |               | Taxandriahal, Waalwijk |
| 20 mei 2005 |              |         |               | Taxandriahal, Waalwijk |

| 22 mei 2005 | KRAS/Volendam | 35 - 36 | Axias/Tachos | De Seinpaal, Volendam |
| 22 mei 2005 |               |         |              | De Seinpaal, Volendam |
| 22 mei 2005 |               |         |              | De Seinpaal, Volendam |

| 27 mei 2005 | Axias/Tachos | 36 - 24 | KRAS/Volendam | Taxandriahal, Waalwijk |
| 27 mei 2005 |              |         |               | Taxandriahal, Waalwijk |
| 27 mei 2005 |              |         |               | Taxandriahal, Waalwijk |

| 29 mei 2005 | KRAS/Volendam | 40 - 32 | Axias/Tachos | De Seinpaal, Volendam |
| 29 mei 2005 |               |         |              | De Seinpaal, Volendam |
| 29 mei 2005 |               |         |              | De Seinpaal, Volendam |

| 2 juni 2005 | Axias/Tachos | v | KRAS/Volendam | Taxandriahal, Waalwijk |
| 2 juni 2005 |              |   |               | Taxandriahal, Waalwijk |
| 2 juni 2005 |              |   |               | Taxandriahal, Waalwijk |

## Topscoorders
Eindstand per 13 april 2005.
| Pos | Naam               | Gls | Club                  |
| --- | ------------------ | --- | --------------------- |
| 1   | Robert Nijdam      | 169 | Axias/Tachos          |
| 2   | Joris Witjens      | 155 | Hellas                |
| 3   | Ron Klemann        | 137 | BouwCoach/Bevo        |
| 4   | Eelco Overkleeft   | 136 | Hellas                |
| 5   | David den Hartog   | 134 | UDSV                  |
| 6   | Ralph Kerckhoffs   | 132 | Zuidlease/Sittardia   |
| 7   | Vladimir Tomanović | 126 | Muermans Groep/V&L    |
| 8   | Niels Reijgersberg | 123 | Van der Voort/Quintus |
| 9   | Jörg Bohrmann      | 118 | Zuidlease/Sittardia   |
| 10  | Bas Wokke          | 115 | Kolping               |

## Beste handballers van het jaar
Het NHV en de handbalwebsite Handbalstartpunt organiseerde in dit seizoen de verkiezingen van de beste handballers en handbalsters van 2004/2005. De winnaars konden gekozen worden middels het uitbrengen van stemmen door handbalvolgers.
| Pos | Handballer van het jaar                | Keeper van het jaar                          | Talent                        |
| --- | -------------------------------------- | -------------------------------------------- | ----------------------------- |
| 1   | Robert Nijdam Axias/Tachos 862 punten  | Mike Tadey Axias/Tachos 1.211 punten         | Machiel Schepers Rabobank/E&O |
| 2   | Joey Duin KRAS/Volendam 720 punten     | Jeffrey Groeneveld FIQAS/Aalsmeer 998 punten |                               |
| 3   | Bartosz Konitz Axias/Tachos 666 punten | Jeroen Weber KRAS/Volendam 602 punten        |                               |
| 4   | Eelco Overkleeft Hellas 294 punten     | Ruud Hansen Bouwcoach Bevo 543 punten        |                               |
| 5   | Dick Tuip KRAS/Volendam 292 punten     | Guido Rink Muermans V&L 510 punten           |                               |
| 6   | Tom Schilder KRAS/Volendam 239 punten  |                                              |                               |
| 7   | Ron Klemann Bouwcoach Bevo 182 punten  |                                              |                               |
| 8   | Adam Borowczyk Axias/Tachos 181 punten |                                              |                               |
| 9   | Robin Gielen Bouwcoach Bevo 175 punten |                                              |                               |
| 10  | Joris Witjens Hellas 133 punten        |                                              |                               |